# The Grind Date
Albums de De La Soul
Days Off
(2004) The Impossible: Mission TV Series – Pt. 1
(2006)
Singles
1. Shoomp
Sortie : 2003
2. Shopping Bags (She Got From You)
Sortie : 2004
3. Rock Co.Kane Flow
Sortie : 2004

The Grind Date est le septième album studio de De La Soul, sorti le 5 octobre 2004.
L'album s'est classé 17e au Top R&B/Hip-Hop Albums et 87e au Billboard 200 et a été très bien accueilli par la critique, le site Metacritic lui octroyant la note de 80 sur 100.
Cet opus a été précédé, en 2004,  d'un EP promotionnel, intitulé Days Off, comprenant cinq titres.

## Liste des titres
| No  | Titre                                                                     | Auteur | Contient un (des) sample(s) de | Durée |
| --- | ------------------------------------------------------------------------- | --- | --- | ----- |
| 1.  | The Future (Produit par Supa Dave West)                                   | De La Soul, Dave West, Eddie Fluellen, Jermaine Jackson, Hazel Jackson                                                                         | A Brighter Tomorrow de Switch | 3:49  |
| 2.  | Verbal Clap (Produit par J Dilla)                                         | De La Soul, J Dilla, Rick Wakeman, Norman Landsberg, Felix Pappalardi, John Ventura, Leslie Weinstein, Daryl short                             | Catherine of Aragon de Rick Wakeman Long Red de Mountain Dance Sister (Biofeedback) des Peech Boys King of the Beats de Mantronix | 3:16  |
| 3.  | Much More (featuring DJ Premier et Yummy Bingham – Produit par J Dilla)   | De La Soul, Skip Scarborough, Shuggie Otis | | 4:05  |
| 4.  | Shopping Bags (She Got From You) (Produit par Madlib)                     | De La Soul, Madlib | Brooklyn's Finest de Jay-Z featuring The Notorious B.I.G.                                                                         | 3:57  |
| 5.  | The Grind Date (Produit par Supa Dave West)                               | De La Soul, Supa Dave West, Jon Anderson, Steve Howe, Chris Squire, Rick Wakeman, Alan White                                                   | Ritual de Yes | 3:22  |
| 6.  | Church (featuring Spike Lee – Produit par 9th Wonder)                     | De La Soul, 9th Wonder, Marlon McClain | Reality de Pleasure | 5:32  |
| 7.  | It's Like That (featuring Carl Thomas – Produit par Supa Dave West)       | De La Soul, Dave West, Carl Thomas | | 4:36  |
| 8.  | He Comes (featuring Ghostface Killah – Produit par Supa Dave West)        | De La Soul, Carl Thomas, Ghostface Killah, Eugene Record                                                                                       | Here Comes the Sun d'Eugene Record                                                                                                | 3:44  |
| 9.  | Days of Our Lives (featuring Common – Produit par Jake One)               | De La Soul, Common, Jake One, William Beck, Leroy Bonner, Marshall Jones, Ralph Middlebrooks, Marvin Pierce, Clarence Satchell, James Williams | My Life des Ohio Players | 3:51  |
| 10. | Come On Down (featuring Flava Flav – Produit par Madlib)                  | De La Soul, Madlib | Last Night Changed It All (I Really Had a Ball) d'Esther Williams                                                                 | 5:01  |
| 11. | No (featuring Butta Verses et Yummy Bingham – Produit par Supa Dave West) | De La Soul, Butta Verses, Dave West, Clifton Davis                                                                                             | Never Can Say Goodbye des Jackson 5                                                                                               | 4:34  |
| 12. | Rock Co.Kane Flow (featuring MF DOOM – Produit par Jake One)              | De La Soul, MF DOOM, Jake One, Paul Greedos, Didier Marouani, Roland Romanelli                                                                 | Deliverance de Space | 3:06  |

| 13. | Shoomp (featuring De La Soul – Produit par J Dilla) | De La Soul, Sean Paul | Genius of Love (en) du Tom Tom Club Hot Caramel des Peppers | 3:41 |

### EP promotionnel:Days Off
| No | Titre                                                            | Durée |
| -- | ---------------------------------------------------------------- | ----- |
| 1. | The Grind Date (Wale Oyejid Remix)                               | 3:27  |
| 2. | Do the Damn Thang                                                | 3:53  |
| 3. | Stay Away (featuring Pete Rock et Rob O – Produit par Pete Rock) | 4:25  |
| 4. | Hold Tight (Produit par Chachi Bacala)                           | 2:48  |
| 5. | The Grind Date (Inhumanz Mash Up)                                | 4:14  |